# Henri-Robert de La Marck
Henri-Robert de La Marck (7 février 1539 - 2 décembre 1574) est prince de Sedan et de Raucourt, duc de Bouillon, seigneur de Jametz. Il était le fils de Françoise de Brézé et de Robert IV de La Marck, gendre de Diane de Poitiers, favorite du roi Henri II de France.

## Biographie
Il hérite du titre de marquis de Cotron en Calabre inférieure (sans terres) ; il est comte d'Albon, baron de Sérignan, de Privas, d'Arlempdes, seigneur d'Aramon, de Vallabrègues de La Baume-de-Transit. Il est gouverneur de Normandie et capitaine de 100 Suisses, titre et grade qu'il perd à cause de sa religion huguenote. Il perd aussi le duché de Bouillon rendu aux Liégeois par le roi de France. 
Fils de Robert IV de La Marck (d'où l'héritage de Bouillon, Sedan, Jametz) et de Françoise de Brézé (fille de Louis petit-fils de Charles VII : d'où Mauny, Nogent-le-Roi, et de Diane de Poitiers : d'où les fiefs du Midi, Cotron = Crotone en Calabre, et Chaumont), il épouse Françoise de Bourbon-Vendôme en mai 1559, fille de Louis III duc de Montpensier et de Jacqueline de Longwy. Le couple se convertit au protestantisme après le massacre de Wassy en mars 1562.
Ils ont six enfants :
- Françoise morte jeune le 6 décembre 1561
- Guillaume-Robert de La Marck (1563-1588)
- Jean de La Marck dit le comte de La Marck (mort le 6 octobre 1587 âgé de 22 ans)
- Charlotte de La Marck qui hérite de tous les titres de ses frères (née en 1574, elle meurt en couches le 15 mai 1594. Épouse le 19 novembre 1591 Henri de la Tour, vicomte de Turenne, son héritier : d'où succession par le 2e mariage d'Henri avec Elisabeth de Nassau fille du Taciturne.
- Henri-Robert né le 24 novembre 1571 et mort jeune
- une fille née le 15 octobre 1567 et morte jeune

Il est enterré à l'église Saint-Laurent de Sedan.
Son portrait est conservé au CNAM.